# Gemischtes Doppel (Spiel)
Gemischtes Doppel ist ein Gesellschaftsspiel nach dem Pairs-Prinzip, angelehnt an Memory und andere Spiele. Das Spiel wurde 2008 in drei Versionen von der MeterMorphosen GmbH gemeinsam mit der Süddeutschen Zeitung entwickelt, Grundlage war eine Kolumne des Süddeutsche Zeitung Magazin bestehend aus jeweils zwei Bildern und deren Benennung.

## Spielweise und Beschreibung
Das Spielmaterial des Gemischten Doppels besteht aus 72 Karten, die jeweils zu zweit ein Pärchen bilden. Gespielt wird es wie andere Pairs-Spiele wie Memory, bei denen aus einer Auslage aus verdeckten Karten je zwei zusammengehörige Karten gefunden und aufgedeckt werden müssen. Anders als bei Memory bestehen die aufzudeckenden Paare allerdings nicht aus je zwei gleichen Karten, sondern aus unterschiedlichen Karten mit jeweils verwandten Benennungen, die als „gemischtes Doppel“ bezeichnet werden. 
Zu Beginn des Spiels werden alle Karten gut durchgemischt und verdeckt auf der Spielfläche ausgelegt. Beginnend mit dem Startspieler können nun alle Spieler im Uhrzeigersinn immer zwei beliebige Karten aufdecken und die offen allen Spielern zeigen. Deckt ein Spieler zwei zusammengehörende Karten auf, gewinnt er dieses Pärchen. Die Pärchen bestehen dabei aus Karten mit Begriffspaaren wie etwa „Rosteimer“ / „Ostreimer“, „Kopfschuss“ / „Schopfkuss“ oder „Rumäne“ / „Muräne“. Sind alle Karten verteilt, gewinnt der Spieler mit den meisten Paaren.

### Kinder- und Anfängerregeln
Das Spiel wird für Spieler ab 16 Jahren empfohlen, da einzelne Begriffe und Paare für Kinder unverständlich sind. In den Spielregeln wird dabei etwa das Begriffspaar „Powershoppen“ / „Showerpoppen“ genannt. Empfohlen wird entsprechend, für Kinder und Anfänger die Anzahl der Kartenpaare zu reduzieren.

### Party-Spiel
Alternativ zum Memospiel kann Gemischtes Doppel auch als Party-Spiel bzw. als Kennenlernspiel genutzt werden. Dabei werden die Paare entsprechend der Anzahl der Teilnehmer ausgezählt und an diese verteilt, danach versuchen die Personen jeweils die Person mit der Karte zu finden, die zu der ihren gehört.

## Ausgaben und Rezeption
Das Spiel Gemischtes Doppel wurde auf der Basis der gleichnamigen Kolumne des Süddeutsche Zeitung Magazins entwickelt und  2008 in drei Versionen von der MeterMorphosen GmbH gemeinsam mit der Süddeutschen Zeitung veröffentlicht. Als Reaktion erschienen zahlreiche Pressestimmen, die das Spiel sehr positiv beschreiben.
Aufgrund des Erfolges erschienen 2009 Gemischtes Doppel 2 und Gemischtes Doppel 3 sowie ein Set von Kühlschrank-Magneten mit den entsprechenden Abbildungen.

## Belege
1. 1 2 3  Spieleanleitung des Spiels Gemischtes Doppel
2. ↑  Pressestimmen zum Gemischten Doppel (Memento des Originals vom 19. März 2017 im Internet Archive)  Info: Der Archivlink wurde automatisch eingesetzt und noch nicht geprüft. Bitte prüfe Original- und Archivlink gemäß Anleitung und entferne dann diesen Hinweis. auf sz-magazin.sueddeutsche.de; abgerufen am 18. März 2017.
3. ↑  Gemischtes Doppel und andere Spiele auf der Website der MeterMorphosen GmbH